# Claude-André Puget
Claude-André Puget, född 22 juni 1905 i Nice, död 14 augusti 1975 i Paris, var en fransk dramatiker och manusförfattare.